# Prosymna bivittata
Prosymna bivittata — вид змій родини Prosymnidae. Мешкає в Південній Африці.

## Поширення і екологія
Prosymna bivittata мешкають на півдні Зімбабве, Ботсвани і Намібії та на півночі Південно-Африканської Республіки, можливо, також в Есватіні і Мозамбіку. Вони живуть в сухих саванах і чагарникових заростях та на пустищах кару. Зустрічаються на висоті від 200 до 1400 м над рівнем моря.